# Lunch Garden
Lunch Garden is een Belgische zelfbedieningsrestaurantketen. De keten heeft 41 vestigingen in heel het land en is historisch gezien gekoppeld aan de warenhuizen van Grand Bazar, Sarma en Nopri.

## Geschiedenis
Het concept om een cafetaria te bouwen naast een GB ontstond in het jaar 1966, onder de naam Resto GB. De winkelketen Sarma-Nopri had ook zijn eigen zelfbedieningsrestaurants. Sarma-Nopri werd overgenomen door GIB Group, de moedermaatschappij van GB, en de twee restaurantketens smolten samen en gingen samen verder onder de naam Lunch Garden, de naam die Sarma enkele jaren eerder had gegeven aan haar restaurants. 
In 2002 werd Lunch Garden gekocht door de investeringsgroep Carestel, die de naam Lunch Garden behield, maar sleutelde aan het concept. In 2004 verkocht Carestel echter Lunch Garden weer aan privé-investeerders. In 2009 werd het overgenomen door het Amsterdamse investeringsfonds H2. In 2012 startte men een samenwerking met Total voor de uitbreiding van het aantal wegrestaurants naast Total-tankstations, waarbij de Café Bonjour-restaurants van Total worden omgebouwd naar Lunch Gardens. In 2015 verkocht H2 Lunch Garden aan de Brits-Nederlandse private equity fonds Bregal Freshtream.
Door verplichte sluitingen tijdens de coronapandemie rond 2020 kwam Lunch Garden in financiële problemen waar het nooit meer uit raakte. Op 20 januari 2025 vroeg de keten het faillissement aan, maar maakte twee dagen later een doorstart dankzij een gedeeltelijke overname door het Antwerpse investeringsfonds CIM Capital. 41 van de 62 restaurants bleven open en 430 van zo'n 800 medewerkers bleven aan de slag.

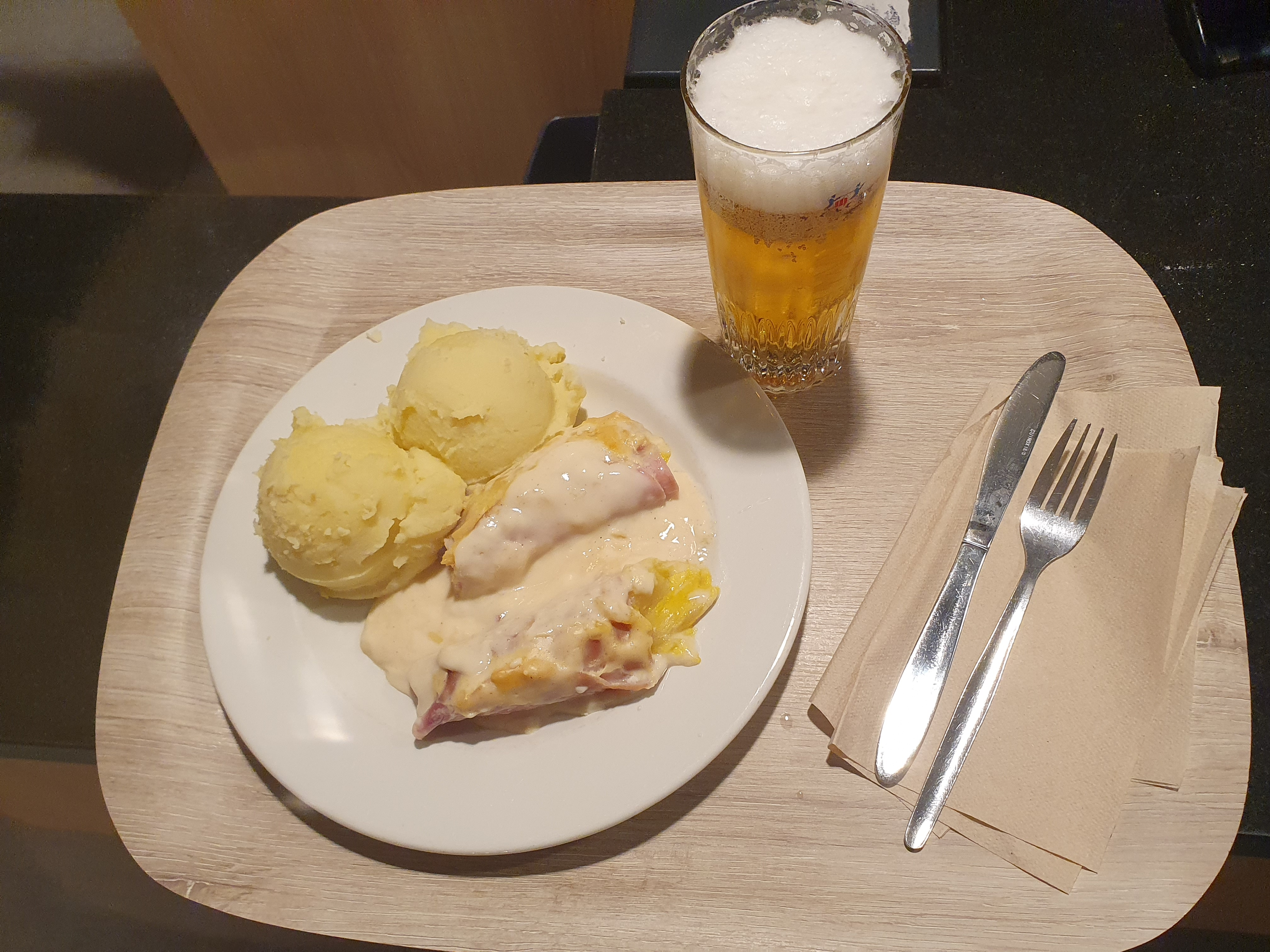
Witloof met hamrolletjes, traditioneel Belgisch gerecht bij Lunch Garden

De restaurants zijn alle dagen open, werken met seizoensmenu's, bieden warme en koude maaltijden aan, en een mogelijkheid om gerechten mee te nemen.